# Renault Wind
Renault Wind — компактный родстер французского автопроизводителя Renault. Впервые был показан в 2004 году как концепт-кар на Парижском автосалоне.
2 февраля Renault объявили о том, что Wind поступит в продажу. Готовый продукт был представлен на Женевском автосалоне 2 марта того же года. Он, в отличие от концепта, оказался двухместным.
Несмотря на то, что Великобритания являлась одним из основных покупателей марки Renault, Wind, как и Renault Laguna, Renault Espace, Renault Kangoo и Renault Modus, там не продавался; компания сделала это для того, чтобы сократить свои расходы и помочь получить прибыль. Это изменение вступило в силу в феврале 2012 года. Laguna, Espace, Kangoo, Modus и Wind по-прежнему доступны в Европе.

## Двигатель и трансмиссия
Концепт автомобиля использовал рядную четвёрку, развивающую 136 л.с. (101 кВ) и 191 Н·м крутящего момента. Wind оборудуется двумя двигателями объёмами 1,2 и 1,6 литров.
В качестве передатчика мощности используется 5-ступенчатая МКПП.
- Передняя подвеска — независимая, типа Макферсон.
- Задняя подвеска — полунезависимая.
- Колёсные диски — и передние, и задние 7J x 16.
- Размер шин — 195/45 R 16.
- Тормоза — дисковые (передние 280 мм, задние 240 мм), с сервоусилителем и ABS.
- Рулевое управление — реечное, с усилителем переменной производительности (количество поворотов — 2,7).

## Дизайн

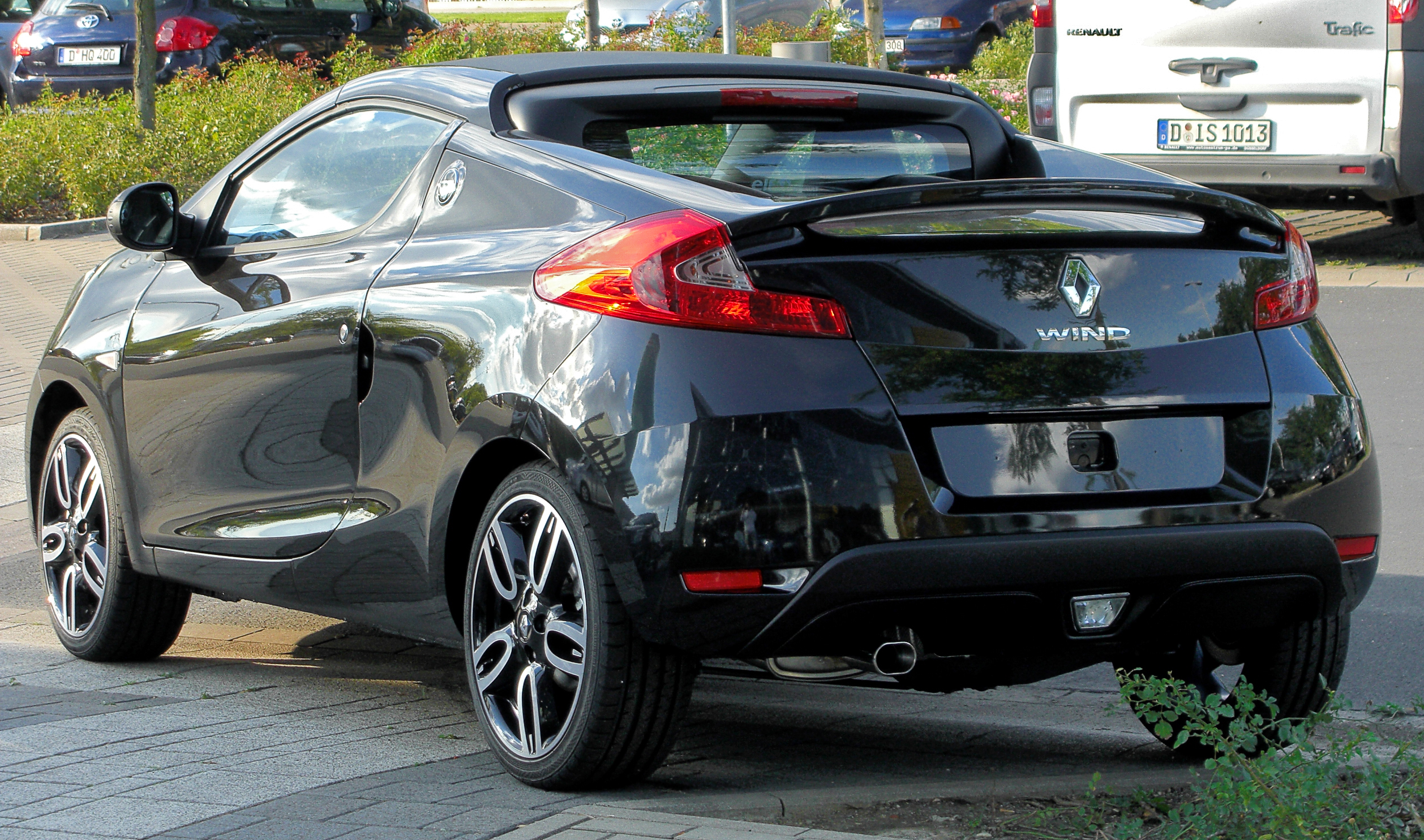
Вид сзади

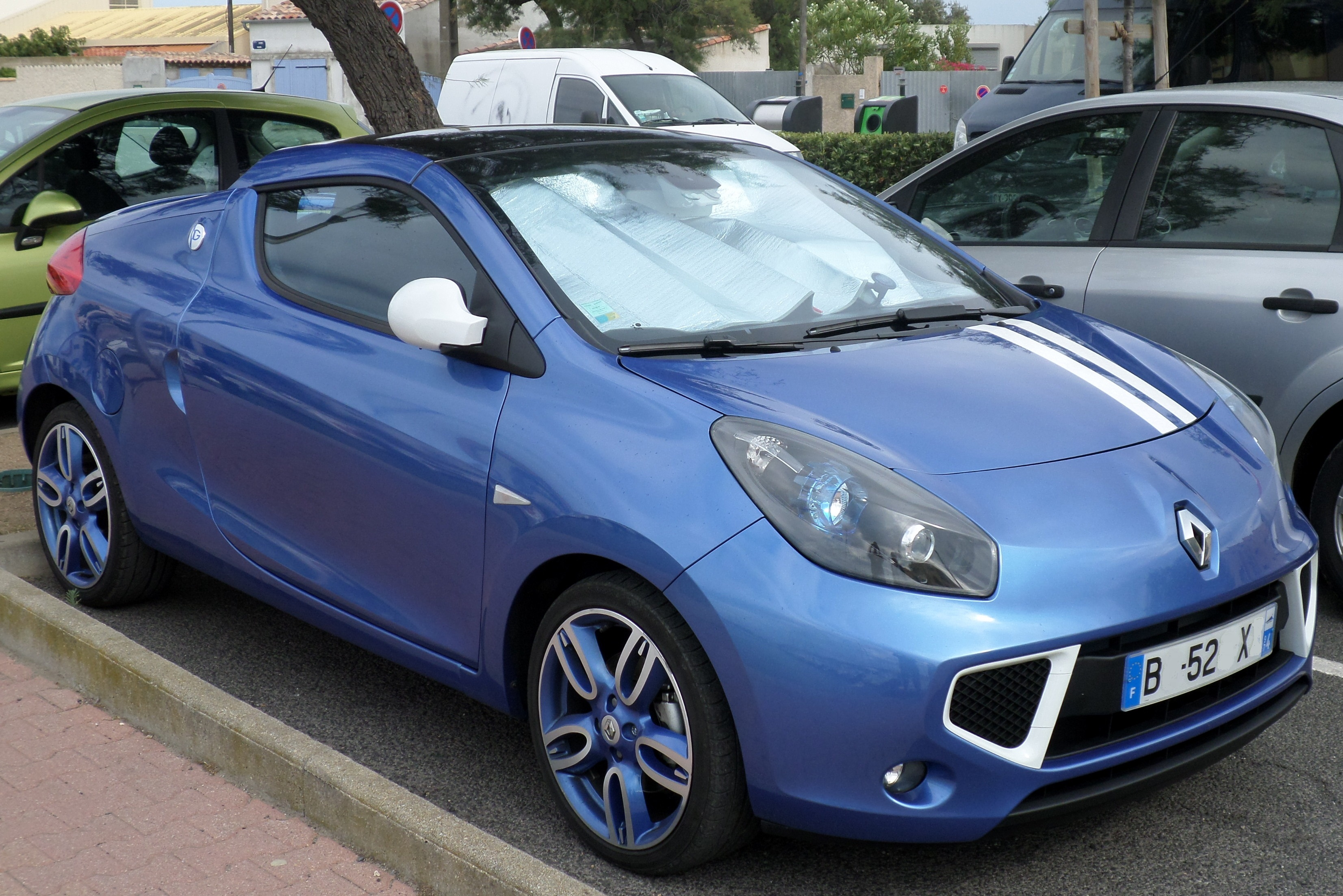
Wind GORDINI

Концепт Wind имел схожий дизайн с производительными версиями Clio и Megane. Рулевое колесо и педали у него регулируются и складываются автоматически при открывании двери для более лёгкого доступа. Серийная версия, однако, в значительной степени основана на Twingo, схожесть проявляется в их общих размерах, а также одинаковых полукруглых ручках дверей.
Серийный Wind во многом схож со своим концептом, тем не менее, в него были внесены некоторые изменения, такие как дуга безопасности позади сидений и спойлер. В отличие от других автомобилей с открывающимся верхом и металлической крышей, автомобиль имеет крышу, состоящую из одной секции (такую же, как и у Ferrari 575M Superamerica), она поворачивается на 180 градусом и складывается в багажное отделение (его объём не зависит от положения крыши) всего за 12 секунд.

## Комплектации
Всего был доступно 3 комплектации — «Dynamique» (Динамика), «Dynamique S» и ограниченная серия «Collection» («Коллекция»). Базовая версия имеет стандартные 16-дюймовые колёса и кондиционер. Dynamique S — уже 17-дюймовые диски и климат-контроль. Ограниченная серия имеет блестящую черную крышу и хромированную приборную панель с красными вставками.